# Contea di York (Carolina del Sud)
La contea di York (in inglese York County) è una contea dello Stato della Carolina del Sud, negli Stati Uniti. La popolazione al censimento del 2000 era di 164 614 abitanti. Il capoluogo di contea è York.

## Geografia
La contea si trova nel nord dello Stato, in posizione centrale, al confine con la Carolina del Nord. Il fiume Catawba forma parte del confine est e il Broad il confine ovest. Si tratta di un territorio collinare. La contea comprende parte della Riserva Catawba.

### Contee confinanti
- Contea di Gaston (Carolina del Nord) - nord
- Contea di Mecklenburg (Carolina del Nord) - nord-est
- Contea di Lancaster - est
- Contea di Chester - sud
- Contea di Union - sud-ovest
- Contea di Cherokee - ovest
- Contea di Cleveland (Carolina del Nord) - nord-ovest

## Storia
L'area era abitata da nativi Catawba e Cherokee. La contea fu creata nel 1785 e fu chiamata così in onore di Giacomo II d'Inghilterra che, prima di salire al trono, era stato duca di York.

## Comuni

### Cities
- Rock Hill
- Tega Cay
- York (capoluogo)

### Towns
- Clover
- Fort Mill
- Hickory Grove
- McConnells
- Sharon
- Smyrna

### Census-designated places
- Baxter Village
- Catawba
- India Hook
- Lake Wylie
- Lesslie
- Newport
- Riverview